# Хроніки Нарнії (серія фільмів)
Серія фільмів «Хроніки Нарнії» заснована на циклі романів Клайва Стейплза Льюїса «Хроніки Нарнії». З семи книг було адаптовано три — «Лев, Біла Відьма та шафа» (2005), «Принц Каспіан» (2008) та «Подорож Досвітнього мандрівника» (2010), котрі загалом заробили понад 1,5 мільярда доларів у всьому світі.
Серія обертається навколо пригод дітей у світі Нарнії під керівництвом Аслана, мудрого та могутнього лева, який вміє говорити і є справжнім королем Нарнії. Головні герої — це діти, брати та сестри Певенси, а головним лиходієм є Біла відьма (також відома як Королева Джадіс).
Перші два фільми зняв режисер Ендрю Адамсон, а третій фільм — Майкл Аптед. Очолити зйомки четвертого фільму мав режисер Джо Джонстон, але в 2018 році було оголошено, що для Netflix будуть зроблені нові адаптації серії.

## Кіноадаптація
К. С. Льюїс ніколи за життя не продавав права на фільм для романів серії «Нарнія», оскільки скептично ставився до того, що будь-яка кінематографічна адаптація може реалістично відтворити фантастичні елементи та персонажів історії. Лише побачивши демонстраційний зразок тварин, створений за допомогою комп'ютерної графіки Дуглас Грешем (пасинок Льюїса та співпродюсер фільму) схвалив екранізацію.